# Один шанс из тысячи
«Оди́н шанс из ты́сячи» — советский героико-приключенческий фильм 1968 года, снятый на Одесской киностудии под художественным руководством Андрея Тарковского.

## Сюжет
В 1943 году отряд разведчиков во главе с капитаном Мигунько забрасывается по воздуху на парашютах в оккупированный немцами Крым. По неожиданному стечению обстоятельств разведгруппа захватывает машину с сотрудниками абвера, направляющуюся в диверсионную школу. Один из них, немец, гибнет, а второй — предатель Двигубский — из страха за свою жизнь соглашается выдать советского разведчика за убитого немецкого офицера.

## В ролях

### В главных ролях
- Анатолий Солоницын — капитан Мигунько (озвучил Анатолий Кузнецов)
- Аркадий Свидерский — близнецы Семернины
- Александр Фадеев-мл. — лейтенант Осянин
- Харий Швейц — Хари Хацель
- Владимир Маренков — Владимир Соколов
- Олег Халимонов — Виктор Карцев
- Жанна Прохоренко — Нина
- Николай Гринько — Денис Корнеевич Прохоренко
- Аркадий Толбузин — полковник
- Гурген Тонунц — Кестер
- Николай Крюков[1] — Николай Леопольдович Двигубский
- Григорий Шпигель — Ширах
- Олег Савосин — «Циклоп», майор Крахт (озвучил Юрий Саранцев)
- Лев Поляков — Отто
- Волдемар Акуратерс — фон Бюлов
- Владимир Лапин — Венцель
- Юрий Прокопович — Штубе

### В эпизодах
- Павел Винник
- Виктор Павловский — Вайзинг
- Эдди Рознер
- Валентин Рудович
- А. Соколов
- Марк Толмачёв
- Валерий Шапкин
- Геннадий Ялович — шпион

### Не указаны в титрах
- Николай Бармин — генерал
- Лаймонас Норейка
- Вячеслав Гостинский — Фриш
- Левон Кочарян

## Съёмочная группа
- Режиссёр-постановщик — Левон Кочарян
- Сценаристы — Левон Кочарян, Артур Макаров, Андрей Тарковский
- Главный оператор — Вадим Авлошенко
- Художники — Владимир Филиппов, Павел Холщевников
- Режиссёр — Владимир Сенаткин
- Композитор — Юрий Левитин
- Монтажёр — Эльвира Серова
- Звукооператор — Владимир Курганский
- Дирижёр — Эмин Хачатурян
- Костюмы — С. Хилькевич
- Грим — В. Лаферова
- Редактор — В. Березинский
- Комбинированные съёмки: оператор — Борис Мачерет, художник — Н. Кириченко
- Директор — Виктор Брашеван

## История создания
В 1965 году Кочарян решил снять приключенческий фильм о моряках-катерниках. С приходом А. Тарковского история о торпедниках превратилась в рассказ о десантниках, попавших в тыл врага. Фильм делала компания друзей с Большого Каретного: Кочарян, Тарковский, А. Макаров, А. Свидерский и другие. Владимира Высоцкого приглашали сняться в фильме, однако он отказался из-за нехватки свободного времени и вместо себя предложил кандидатуру О. Халимонова.
После того, как Кочарян тяжело заболел, Тарковский отказался продолжать работу над фильмом, предложив назначить нового режиссёра. Врачи определили Кочаряну месяц жизни, но он упорно продолжал съёмки. Когда состояние его здоровья совсем ухудшилось, монтаж и досъёмки фильма провёл Эдмонд Кеосаян. Премьера картины состоялась поздней осенью 1969 года в Доме кино в Москве.
Фамилия предателя — Двигубский — выбрана, вероятно, не случайно.
Для натуры использован Южный берег Крыма. Сцены засады на автомобиль Двигубского и велогонки снята на старом Севастопольском шоссе и на серпантине дороги Ялта-Бахчисарай. Санаторий, где размещён немецкий разведцентр - Ливадийский дворец. Отход группы на катере происходит с пляжа Симеиза. 